# Firoloida
Firoloida is een geslacht van weekdieren uit de klasse van de Gastropoda (slakken).

## Soort
- Firoloida desmarestia Lesueur, 1817